# Danh sách đơn vị hành chính Tân Cương

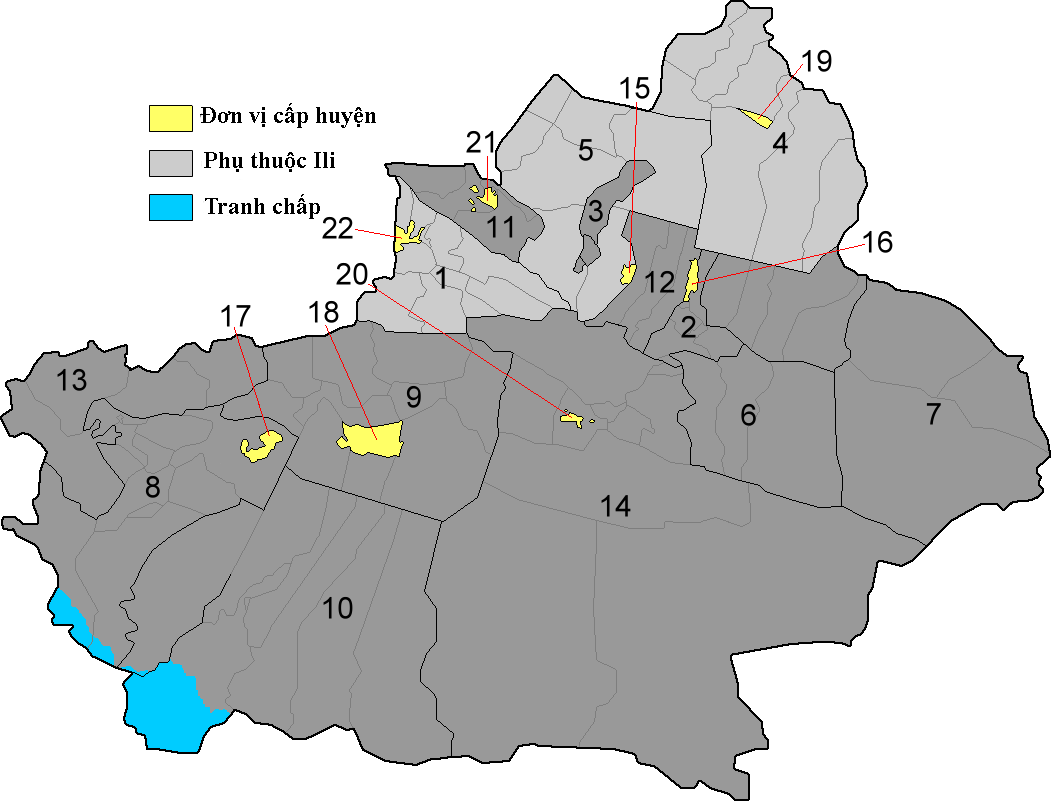
Bản đồ hành chính Khu tự trị Duy Ngô Nhĩ Tân Cương

Khu tự trị dân tộc Duy Ngô Nhĩ Tân Cương, Trung Quốc được chia ra thành các đơn vị hành chính sau:
- 14 đơn vị cấp địa khu
  - 2 địa cấp thị
  - 7 địa khu
  - 5 châu tự trị
- 99 đơn vị cấp huyện
  - 26 huyện cấp thị
  - 61 huyện
  - 6 huyện tự trị
  - 11 khu (quận)
- 1009 đơn vị cấp hương
  - 10 khu công sở
  - 299 trấn/ thị trấn
  - 582 hương/ xã
  - 43 hương dân tộc
  - 145 nhai đạo

Tất cả các đơn vị hành chính này được giải thích chi tiết trong bài phân cấp hành chính Trung Quốc. Danh sách sau chỉ liệt kê các đơn vị hành chính cấp địa khu và cấp huyện của Tân Cương.
| Thành phố (địa cấp thị) | Quận | Huyện, thành phố cấp huyện (huyện cấp thị) |
| --- | --- | --- |
| • Ürümqi (Ô Lỗ Mộc Tề, 乌鲁木齐市) | Thiên Sơn (天山区) Saybagh (Sa Y Ba Khắc, 沙依巴克区) Tân Thị (新市区) Thủy Ma Câu (水磨沟区) Đầu Đồn Hà (头屯河区) Đạt Phản Thành (达坂城区) Mễ Đông (米东区) | Ürümqi (Ô Lỗ Mộc Tề, 乌鲁木齐县) |
| • Karamay (Khắc Lạp Mã Y, 克拉玛依市) | Karamay (Khắc Lạp Mã Y, 克拉玛依区) Độc Sơn Tử (独山子区) Bạch Thiêm Than (白碱滩区) Urho (Ô Nhĩ Hoà, 乌尔禾区)                                                | không có |
| • Địa khu Turfan (Thổ Lỗ Phiên, 吐鲁番地区)                                                                                                   | • Địa khu Turfan (Thổ Lỗ Phiên, 吐鲁番地区) | thành phố cấp huyện Turfan (Thổ Lỗ Phiên, 吐鲁番市) Toksun (Thác Khắc Tốn, 托克逊县) Piqan (Thiện Thiện, 鄯善县) |
| • Địa khu Hami (Cáp Mật, 哈密地区) | • Địa khu Hami (Cáp Mật, 哈密地区) | thành phố cấp huyện Hami (Cáp Mật, 哈密市) Y Ngô (伊吾县) huyện tự trị Kazakh Barkol (Ba Lý Khôn, 巴里坤哈萨克自治县) |
| • Địa khu Khotan (Hòa Điền, 和田地区) | • Địa khu Khotan (Hòa Điền, 和田地区) | thành phố cấp huyện Khotan (Hòa Điền, 和田市) Khotan (Hòa Điền, 和田县) Lop (Lạc Phổ, 洛浦县) Dân Phong (民丰县), Bì Sơn (皮山县) Chira (Sách Lặc, 策勒县) Keriye (Vu Điền, 于田县) Karakash (Mặc Ngọc, 墨玉县) |
| • Địa khu Aksu (A Khắc Tô, 阿克苏地区) | • Địa khu Aksu (A Khắc Tô, 阿克苏地区) | thành phố cấp huyện Aksu (A Khắc Tô, 阿克苏市) Ôn Túc (温宿县) Shayar (Sa Nhã, 沙雅县) Bái Thành (拜城县) Awat (A Ngõa Đề, 阿瓦提县) Kuchar (Khố Xa, 库车县) Kalpin (Kha Bình, 柯坪县) Toksu (Tân Hòa, 新和县) Uqturpan (Ô Thập, 乌什县) |
| • Địa khu Kashgar (Khách Thập, 喀什地区) | • Địa khu Kashgar (Khách Thập, 喀什地区) | thành phố cấp huyện Kashgar (Khách Thập, 喀什市) Maralbexi (Ba Sở, 巴楚县) Poskam (Trạch Phổ, 泽普县) Peyziwat (Già Sư, 伽师县) Kargilik (Hiệp Thành, 叶城县) Yopurga (Nhạc Phổ Hồ, 岳普湖县) Sơ Lặc (疏勒县) Makit (Mạch Cái Đề, 麦盖提县) Yengisar (Anh Cát Sa, 英吉沙县) Yarkand (Toa Xa, 莎车县) Sơ Phụ (疏附县) huyện tự trị Tajik Taxkorgan (Tháp Thập Khố Nhĩ Can, 塔什库尔干塔吉克自治县) |
| • Châu tự trị Kirghiz Kizilsu (Khắc Tư Lặc Tô, 克孜勒苏柯尔克孜自治州)                                                                        | • Châu tự trị Kirghiz Kizilsu (Khắc Tư Lặc Tô, 克孜勒苏柯尔克孜自治州)                                                                                         | thành phố cấp huyện Artux (A Đồ Thập, 阿图什市) Akqi (A Hợp Kỳ, 阿合奇县) Ulugqat (Ô Kháp, 乌恰县) Akto (A Khắc Đào, 阿克陶县) |
| • Châu tự trị Mông Cổ Bayin'gholin (Ba Âm Quách Lăng, 巴音郭楞蒙古自治州)                                                                     | • Châu tự trị Mông Cổ Bayin'gholin (Ba Âm Quách Lăng, 巴音郭楞蒙古自治州)                                                                                      | thành phố cấp huyện Korla (Khố Nhĩ Lặc, 库尔勒市) Hòa Tĩnh (和静县), Úy Lê (尉犁县) Hoxud (Hòa Thạc, 和硕县) Thả Mạt (且末县), Bác Hồ (博湖县) Luân Đài (轮台县), Nhược Khương (若羌县) huyện tự trị dân tộc Hồi Yên Kỳ (焉耆回族自治县) |
| • Châu tự trị dân tộc Hồi Xương Cát (昌吉回族自治州)                                                                                          | • Châu tự trị dân tộc Hồi Xương Cát (昌吉回族自治州) | thành phố cấp huyện Xương Cát (昌吉市) thành phố cấp huyện Phụ Khang (阜康市) Kỳ Đài (奇台县) Manas (Mã Nạp Tư, 玛纳斯县) Jimsar (Cát Mộc Tát Nhĩ, 吉木萨尔县) Hô Đồ Bích (呼图壁县) huyện tự trị Kazakh Mori (Mộc Lũy, 木垒哈萨克自治县) |
| • Châu tự trị Mông Cổ Börtala (Bác Nhĩ Tháp Lạp, 博尔塔拉蒙古自治州)                                                                          | • Châu tự trị Mông Cổ Börtala (Bác Nhĩ Tháp Lạp, 博尔塔拉蒙古自治州)                                                                                           | thành phố cấp huyện Bác Lạc (博乐市) thành phố cấp huyện A Lạp Sơn Khẩu (阿拉山口市) Tinh Hà (精河县) Ôn Tuyền (温泉县) |
| • Các thành phố trực thuộc khu tự trị | • Các thành phố trực thuộc khu tự trị | thành phố Aral (A Lạp Nhĩ, 阿拉尔市) thành phố Bắc Đồn (北屯市) thành phố Ngũ Gia Cừ (五家渠市) thành phố Thạch Hà Tử (石河子市) thành phố Thiết Môn Quan (铁门关市) thành phố Tumushuke (图木舒克市, Đồ Mộc Thư Khắc) thành phố Song Hà (双河市) thành phố Kokdala (可克达拉市) thành phố Côn Ngọc (昆玉市) thành phố Hồ Dương Hà (胡杨河市) thành phố Tân Tinh (新星市)                         |
| • Châu tự trị Kazakh-Ili (伊犁哈萨克自治州) (Châu tự trị Kazakh Ili là châu tự trị cấp phó tỉnh, quản lý địa khu Tháp Thành và địa khu Altay) | | |
| • Các đơn vị trực thuộc châu tự trị | • Các đơn vị trực thuộc châu tự trị | thành phố cấp huyện Khuê Đồn (奎屯市) thành phố cấp huyện Y Ninh (伊宁市) Y Ninh (伊宁县) Tekes (Đặc Khắc Tư, 特克斯县) Nilka (Ni Lặc Khắc, 尼勒克县) Chiêu Tô (昭苏县), Tân Nguyên (新源县) Hoắc Thành (霍城县), Củng Lưu (巩留县) huyện tự trị Tích-bá Qapqal (Sát Bố Tra Nhĩ, 察布查尔锡伯自治县)                                                                                              |
| • Địa khu Tháp Thành (塔城地区) | • Địa khu Tháp Thành (塔城地区) | thành phố cấp huyện Tháp Thành (塔城市) thành phố cấp huyện Ô Tô (乌苏市) thành phố cấp huyện Sa Loan (沙湾市) Ngạch Mẫn (额敏县), Dụ Dân (裕民县) Thác Lý (托里县) huyện tự trị Mông Cổ Hoboksar (Hòa Bố Khắc Tái Nhĩ, 和布克赛尔蒙古自治县) |
| • Địa khu Altay (A Lặc Thái, 阿勒泰地区) | • Địa khu Altay (A Lặc Thái, 阿勒泰地区) | thành phố cấp huyện Altay (A Lặc Thái, 阿勒泰市) Qinggil (Thanh Hà, 青河县) Jeminay (Cát Mộc Nãi, 吉木乃县) Phú Uẩn (富蕴县), Burqin (Bố Nhĩ Tân, 布尔津县) Phú Hải (福海县), Cáp Ba Hà (哈巴河县) |